# Amelia Earhart Memorial Bridge
Die Amelia Earhart Memorial Bridge ist eine vierspurige Straßenbrücke über den  Missouri River zwischen Atchison, Kansas und dem Buchanan County, Missouri. Sie führt den U.S. Highway 59 über den Strom.
Sie ist nach der in Atchison geborenen Amelia Earhart (1897–1937) benannt, der Flugpionierin und Frauenrechtlerin, die beim Versuch, um die Erde zu fliegen, vor der letzten Zwischenlandung auf der winzigen Howlandinsel im Pazifik spurlos verschwand.
Die Brücke ist 776 m (2546 ft) lang und 22 m breit. Sie hat vier Fahrspuren und beidseitige Pannenstreifen und ist für 12.400 Fahrzeuge pro Tag ausgelegt. Die Strombrücke ist eine 161 m (527 ft) weite Netzwerkbogenbrücke. Ihre beiden stählernen, geschweißten parabelförmigen Bögen haben einen kastenförmigen Hohlquerschnitt und erreichen eine Höhe von 27,4 m  (90 ft) über der Fahrbahn bei einem Pfeilverhältnis von 1:5,85. Die Bögen sind durch einen X-förmigen Windverband versteift. Die Hänger sind jeweils paarweise ausgeführt.
Die Brücke wurde von HNTB entworfen. Ihr 2009 begonnener Bau wurde zweimal durch Hochwasser unterbrochen, so dass die Brücke erst 2012 eröffnet werden konnte. 
Sie ersetzte den gleichnamigen zweispurigen Vorgängerbau ohne Pannenstreifen, eine von Sverdrup & Parcel geplante und 1939 eröffnete Gerberträger-Fachwerkbrücke, die im Oktober 2013 gesprengt wurde.